# Omega (svamp)
Omega är ett släkte av svampar som ingår i divisionen sporsäcksvampar.